# Gangliostoma dayaensis
Gangliostoma dayaensis is een hydroïdpoliep uit de familie Aequoreidae. De poliep komt uit het geslacht Gangliostoma. Gangliostoma dayaensis werd in 2010 voor het eerst wetenschappelijk beschreven door Du, Xu, Huang & Guo. 